# Che fare quando il mondo è in fiamme?
Che fare quando il mondo è in fiamme? (What You Gonna Do When the World's on Fire?) è un film documentario del 2018 diretto da Roberto Minervini.
Presentato in concorso alla 75ª Mostra del cinema di Venezia, il film affronta il fenomeno del razzismo negli Stati Uniti d'America prendendo spunto da degli eventi violenti che, nell'estate del 2016, videro coinvolta un'intera comunità afroamericana di Baton Rouge, Louisiana.

## Trama
Il film ritrae nell'intimo della propria quotidianità i membri di una comunità afro-americana del sud degli Stati Uniti, scossa da una serie di cruenti omicidi durante l'estate del 2016.
Tre storie parallele di individui che ogni giorno lottano per la giustizia, la dignità e la sopravvivenza, con la consepovelezza di appartenere ad una razza che non ha mai smesso di essere oggetto di sfruttamento, discriminazione e violenza dai tempi dello schiavismo. Judy, figlia di musicisti di Tremé, quartiere nero di New Orleans, alle prese con la gestione di un bar minacciato dalla gentrificazione. Ronaldo e Titus, giovanissimi con un padre in prigione, che cercano in tutti i modi di tenersi invano alla larga dai guai, in un quartiere consacrato ormai alla violenza, ed infine Big Chief Kevin Goodman, con i suoi abiti artigianali da nativo americano, e la sua incessante lotta per mantenere vivo il patrimonio culturale della sua gente attraverso i riti del canto e del cucito.
Sullo sfondo aleggia la protesta delle New Black Panthers contro la brutalità della polizia, a seguito del linciaggio di due ragazzi nel Mississippi.

## Riconoscimenti
- 2018 - Mostra internazionale d'arte cinematografica di Venezia[4]
  - In competizione per il Leone d'oro per il miglior film
  - Premio Vivere da Sportivi il Fair-play al cinema[5]
  - Premio Soundtrack Stars: Menzione speciale per Judy Hill[6]
  - Leoncino d'oro Agiscuola : Segnalazione Cinema for UNICEF 2018[7]
- 2018 - BFI London Film Festival
  - Miglior documentario[8]
- Annecy Cinema Italien 2018 : Prima[9]
- Busan International Film Festival 2018: In competizione sezione Wide Angle
- New York Film Festival 2018: Spotlight on Documentary[10]
- TIFF - Toronto International Film Festival 2018: in competizione sezione Wavelengths[11]
- Vancouver International Film Festival 2018: in competizione sezione Vanguard[12]
- Festival Internazionale del Film Documentario di Firenze[13]